# Nitazoxanida
La nitazoxanida es un fármaco derivado sintético de la salicilamida usado como agente antiparasitario de amplio espectro con efectividad comprobada en infecciones por protozoos y vermes. Está aprobado para infecciones por parásitos como Cryptosporidium parvum y Giardia lamblia en pacientes mayores de 1 año.
Para el año 2007, la nitazoxanidina estaba pasando por la fase II de ensayos clínicos para el tratamiento de la hepatitis C, en combinación con el Peginterferón alfa-2a y ribavirina.

## Farmacocinética
La nitazoxanida es un profármaco, seguida su administración es rápidamente hidrolizada a su metabolito activo, la tizoxanida, 99% del cual se une a proteínas del plasma sanguíneo. Las concentraciones pico se observan de 1-4 horas después de su administración. Se excreta en la orina, bilis y las heces.

## Mecanismo de acción
El modo de acción de la nitazoxanida en contra de vermes o helmintos se da a través de la inhibición de una enzima indispensable para la vida del parásito, más específicamente actúa inhibiendo la polimerización de la tubulina en los helmintos. En el caso de los protozoarios, los estudios de resonancia de electrones y bioquímicos han demostrado que la piruvato ferridoxin oxidorreductasa (PFOR) y en menor intensidad la hidrogenasa, reducen la ferredoxina, la que es oxidada por el grupo nitro de la posición 5 sobre los compuestos nitroheterocíclicos como nitazoxanida. En estos organismos la nitazoxanida es reducida a un radical tóxico en un orgánulo del metabolismo de los carbohidratos, el hidrogenosoma, el cual contiene hidrogenasa PFOR y ferredoxina.

## Indicaciones
La nitazoxanida es un antiparasitario de amplio espectro, indicado para disentería amebiana (Entamoeba histolytica/dispar), giardiasis (Giardia lamblia y Giardia intestinalis) y helmintiasis (Enterobius vermicularis, Ascaris lumbricoides, Strongyloides stercoralis, Ancilostomíase, Trichuris trichiura, Taenia spp. e Hymenolepis nana). La nitazoxanida también está indicada en el tratamiento de infecciones por Blastocystis hominis, Balantidium coli, Isospora belli y de diarreas causadas por Cryptosporidium parvum (y todas las especies de Cryptosporidium de acometimento en humanos), aunque su eficacia en el tratamiento de C. parvum en personas inmunodeficientes se vio comparada con la de un placebo.  Se ha aprobado el uso de la nitazoxanida para reducir el impacto del daño celular provocados por rotavirus.
Antes de la administración del medicamento es necesaria la consulta médica para determinar el tratamiento adecuado. En todo caso por lo general se toma durante 3 días a intervalos de 12 horas y con alimentos. La nitazoxanida no trata la deshidratación causada por diarreas excesivas, por lo que se debe asegurar que el individuo esté recuperando líquidos.
La nitazoxanida tiene efectos antibióticos y antivirales en estudio, durante la pandemia del COVID 19 se hicieron varios ensayos con resultados prometedores contra el SARS COV2.

## Efectos
Se ha observado que la nitazoxanida tiene más efectos secundarios que en algunos tratamientos que varios otros fármacos como el albendazol. Puede tornar la orina oscura. Los efectos secundarios más frecuentemente observados son básicamente gastrointestinales, incluyendo dolor abdominal, orina verde/amarillo fluorescente, vómitos y diarrea. Se han reportado dolores de cabeza con el uso de este medicamento.